# Ostré (Velká Fatra)
Ostré (1067 m n. m.) je zalesněný vrchol v severní části Velké Fatry, v podcelku Šípská Fatra. Vede na něj žlutě značený chodník z Ľubochne nebo ze Švošova. 